# پونترمولی ۱۸۹۲۸
سیارک ۱۸۹۲۸ (به انگلیسی: 18928 Pontremoli، نامگذاری:2000QH9) هجده هزار و نهصد و بیست و هشتمین سیارک کشف شده‌است که در ۲۵ اوت ۲۰۰۰ کشف شد.
قدر مطلق سیارک برابر ۲۶.۹ است.